# D'on venim? Què som? On anem?
D'on venim? Què som? On anem? (en francès D'où venons-nous? Que sommes-nous? Où allons-nous?) és un quadre de Paul Gauguin fet el desembre de 1897 durant la seva segona estada a Tahití. Es conserva al Museu de Belles Arts de Boston. Es coneix per la referència núm. 561 del catàleg de Wildenstein.
Les tres preguntes són les típiques que un tahitià, curiós i hospitalari, fa a un estrany que es troba pel camí: qui ets? (o vai ´oe?), d'on vens? (nohea roa mai ´oe?), on vas? (te haere ´oe hea?). Segurament a Gauguin li havien fet sovint aquestes tres preguntes, que les transforma en la primera personal del plural i en fa una al·legoria de la vida.

## Context
L'any 1897 Gauguin va viure successivament en un estat d'eufòria i de depressió. Es trobava malalt, sense diners, decebut dels amics de París que no l'ajudaven i enfrontat amb les autoritats colonials. La primavera del 1897 va rebre la notícia de la mort de la seva filla Aline, de dinou anys, de qui tenia esperances del seu talent artístic. La seva salut va empitjorar amb una infecció als ulls i una crisi cardíaca. Va anunciar una decisió dràstica: si el proper vaixell no portava bones notícies, del seu marxant o dels seus amics, se suïcidaria. Abans, però, durant un mes va pintar el gran quadre que tenia pensat. Havia de ser la culminació de la seva vida artística i el seu llegat. Un cop acabat va pujar a la muntanya i es va prendre una sobredosi d'arsènic que el metge li havia receptat per l'èczema. La dosi era tan gran que la va vomitar i va sobreviure. La curiositat per veure les reaccions del seu quadre el va ajudar a recuperar-se. De fet, es va vendre de seguida.

## Descripció
L'escena és un paisatge tropical ple de dones i nens tahitians, cadascun d'ells en una activitat diferent i simbòlica. A la dreta, un nadó dorm al terra rodejat de tres noies assegudes i un gos. Al fons, dos personatges amb túnica i abraçats, caminen mentre parlen i una figura asseguda a terra se'ls mira en una posició simiesca rascant-se el cap. Al centre, una figura andrògina agafa una fruita de dalt de tot del quadre. Als seus peus, un nen menja una fruita rodejat d'uns gats i una cabra. Al fons de l'esquerra hi ha una estàtua oriental amb els braços aixecats amb una dona al seu costat i un embrió humà a l'altra. Finalment, a l'esquerra, hi ha una dona recolzada sobre un braç, una vella asseguda en posició fetal tapant-se la cara, i un ocell blanc amb una sargantana a les potes.
Gauguin ho descriu d'aquesta forma:
«Els dos cantons superiors són grocs […] de forma que sembla un fresc torçat dels cantons i fixat sobre una paret daurada. A baix a la dreta hi ha un nadó adormit i tres dones ajupides. Dues figures vestides de púrpura es confien les seves reflexions. Una figura enorme ajupida, feta deliberadament malgrat la perspectiva, aixeca el braç i mira sorpresa aquests dos personatges que gosen parlar sobre el seu destí. En el centre, hi ha una figura que cull una fruita; dos gats prop d'un nen; i una cabra. L'ídol, amb els dos braços aixecats misteriosament i amb ritme, sembla indicar el més enllà. Una figura ajupida sembla escoltar l'ídol. I, finalment, una vella prop de la mort sembla acceptar, resignada, allò que està pensant, i tanca la llegenda […] El conjunt de l'escena se situa entre un rierol i sota els arbres; al fons està el mar, i, més enllà, les muntanyes de l'illa veïna.»
L'illa del fons és Moorea, visible des de l'oest de Tahití encara que proporcionalment es mostra com si estigués més a prop.

## Simbolisme
Gauguin es mostra molest per haver d'explicar la idea del quadre. Diu que quan un crític no troba referents històrics o pictòrics no entén res, i que no té per què obrir els ulls al gran públic. Però en diferents cartes dona algunes interpretacions. Escriu: «He fet una obra filosòfica temàticament semblant a l'evangeli.» Curiosament el quadre representa a dotze figures humanes més un ídol.
El quadre és un escenari de la vida i l'activitat humana, des del naixement fins a la mort, llegit de dreta a esquerra.

### D'on venim?
«La font. El nen. La vida en comú»
Un nadó marca el primer límit de l'escena, i al costat, unes noies joves el vetllen. És la vida familiar o comunitària, amb gos domèstic inclòs, l'esperança i el somni per la vida.

### Què som?
«Vida quotidiana. L'home instintiu es pregunta a si mateix què significa tot això»
És el món dels adults, amb els seus temors i alegries. Gauguin l'identifica amb el jardí de l'Edèn amb una dona agafant un fruit de l'arbre de la ciència, símbol del pecat d'Eva. A la seva esquerra dos personatges filosofen sobre la vida, mentre els homes es deixen portar per la felicitat de viure. A la seva dreta, un ídol mostra l'aspecte espiritual i religiós.
«Tornant al meu quadre gran, l'ídol no està posat com una cita literària, sinó com una estàtua […] que representa l'indefinit i l'incomprensible davant el misteri dels nostres orígens i del nostre futur.»
L'estàtua de l'ídol no existeix a Tahití i està inspirada en els ídols hindús. Representa a Hina, la deessa de la Lluna, considerada exageradament per Gauguin com una de les principals divinitats tahitianes. Igual que els constants cicles lunars, Hina és la deessa responsable de la regeneració i el renaixement. Els gats tradicionalment s'associen amb la lluna.

### On anem?
«Junt a la mort d'una vella, un ocell estrany i estúpid ho porta tot al seu final».
És la mort però també el renaixement. La dona estirada i recolzada amb un braç és Vairaumati, que Gauguin anomena l'Eva tahitiana. Segons la llegenda, Vairaumati va engendrar el primer dels ariois, una societat privilegiada dedicada a l'amor i a la guerra, i després va ser divinitzada.
La dona vella, representada prèviament com l'Eva bretona que es tapa les orelles per no escoltar la temptació del pecat, és una rèplica d'una mòmia peruana en posició fetal que va ser exposada al Musée d'Ethnologie du Trocadéro de París, i que avui es troba al Musée de l'Homme. Es pot interpretar tant com la mort, l'eternitat o el cicle de naixement, mort i reencarnació.
«Als seus peus un estrany ocell blanc, amb una sargantana entre les urpes, representa la inutilitat de les paraules vanes».
Com que a Tahití no hi ha serps, la sargantana representa el pecat original.

## Composició
Gauguin diu que va decidir «pintar abans de morir un gran quadre que tinc en el cap». Havia deixat en un manuscrit la descripció del quadre que volia pintar i que té molts trets del que finalment va fer. La mida havia de ser de l'amplada del seu estudi, i prou alt per fer les figures de mida natural en primer pla:
«Però degut a les regles de la perspectiva hauré de fer un horitzó alt […] Hauré de trepitjar les regles, pel que seré lapidat […] Sens dubte, existeix el camí intermedi, que satisfà la gent però que a mi no em produeix cap plaer.»
El personatge central és una dona estatuària i geomètricament la composició de línies parteix del centre cap als extrems de forma simètrica i piramidal. El hieratisme de les figures, la simplicitat de les formes i els colors francs són els components del primitivisme de Gauguin.
La figura central és una rèplica invertida d'un estudi de Rembrandt sobre el Crist lligat al pilar. Les dues figures de l'esquerra ja les havia pintat prèviament a Eva bretona (1889) i Vairumati (1897).

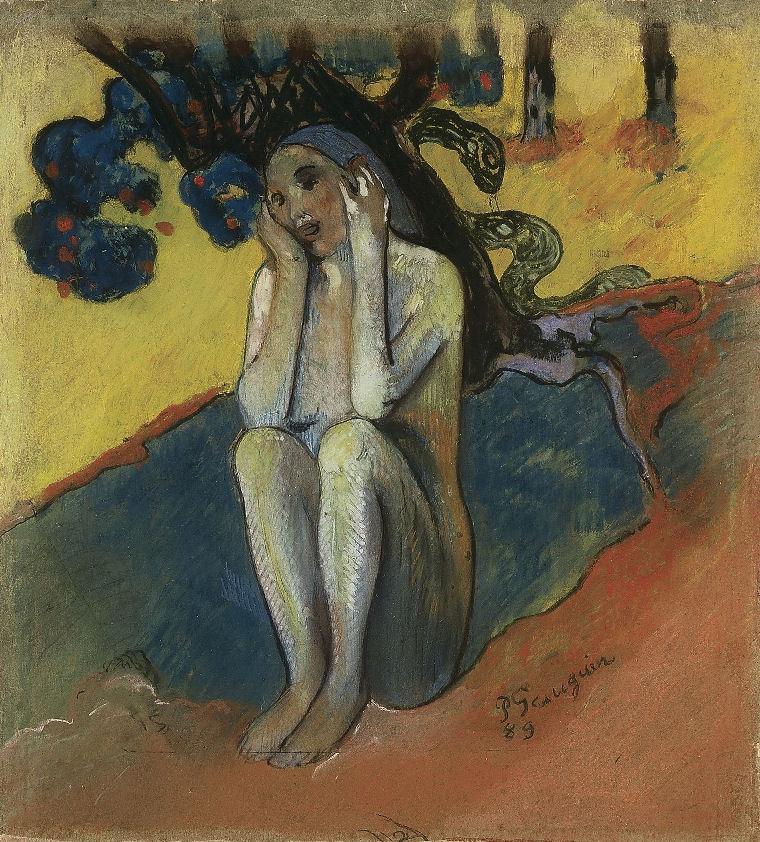
Eva bretona
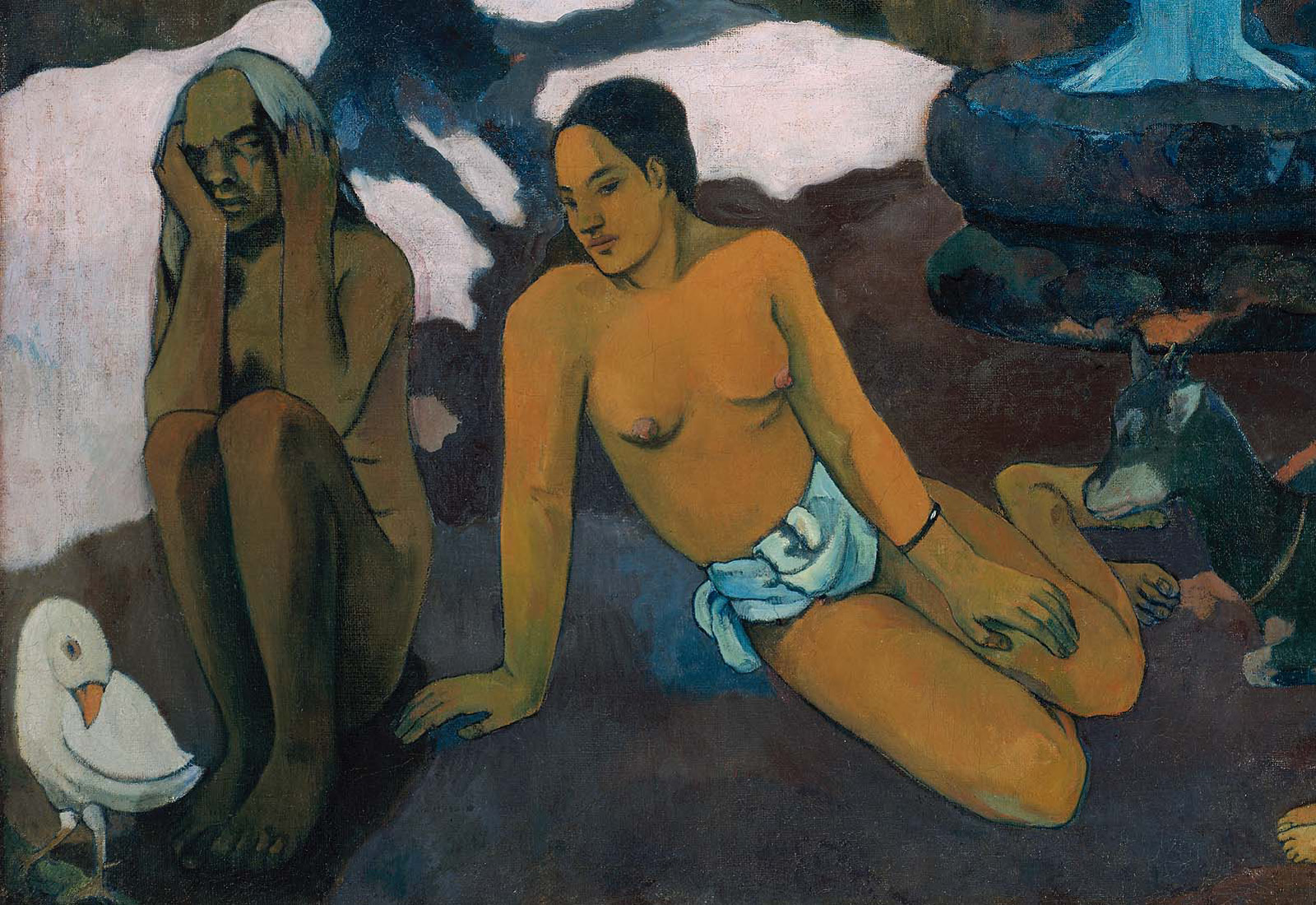
Detall de l'esquerra
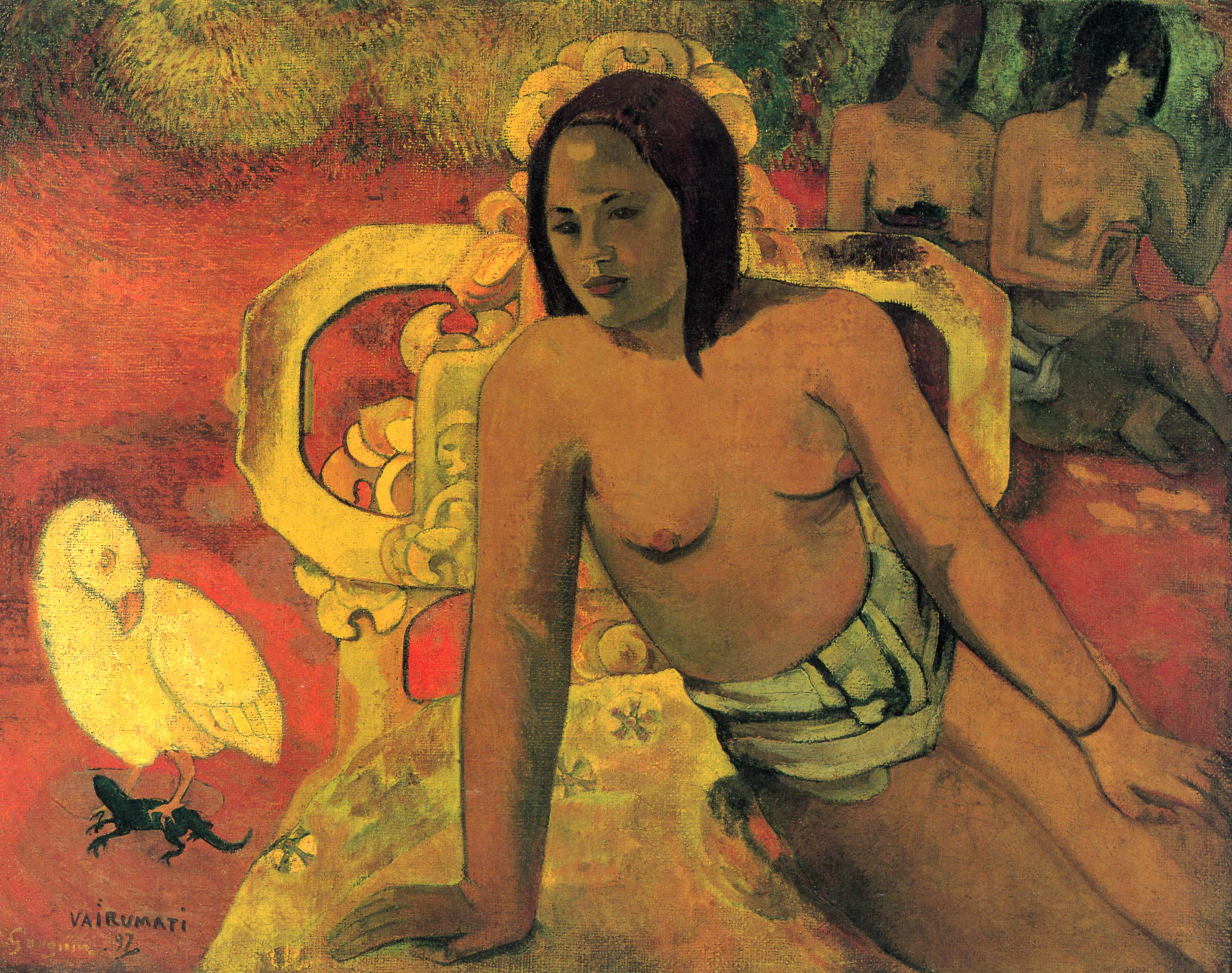
Vairumati

La composició és una resposta a les al·legories de Pierre Puvis de Chavannes, especialment El bosc sagrat (1884-1889) on també hi ha 13 figures de dones i nens. El mateix tema ja havia estat pintat per Ticià a Al·legoria de les tres edats de la vida (1512).
Gauguin va enviar el quadre a París, el 1898, junt amb altres vuit que formen una col·lecció amb instruccions que s'exposessin en conjunt. Són obres menors, totes vuit de la mateixa mida, amb motius extrets del quadre gran. Més que estudis preparatoris són variacions fetes posteriorment interpretant de nou algunes escenes.

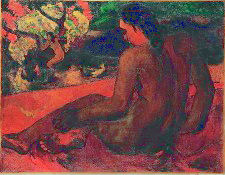
Dona tahitiana I
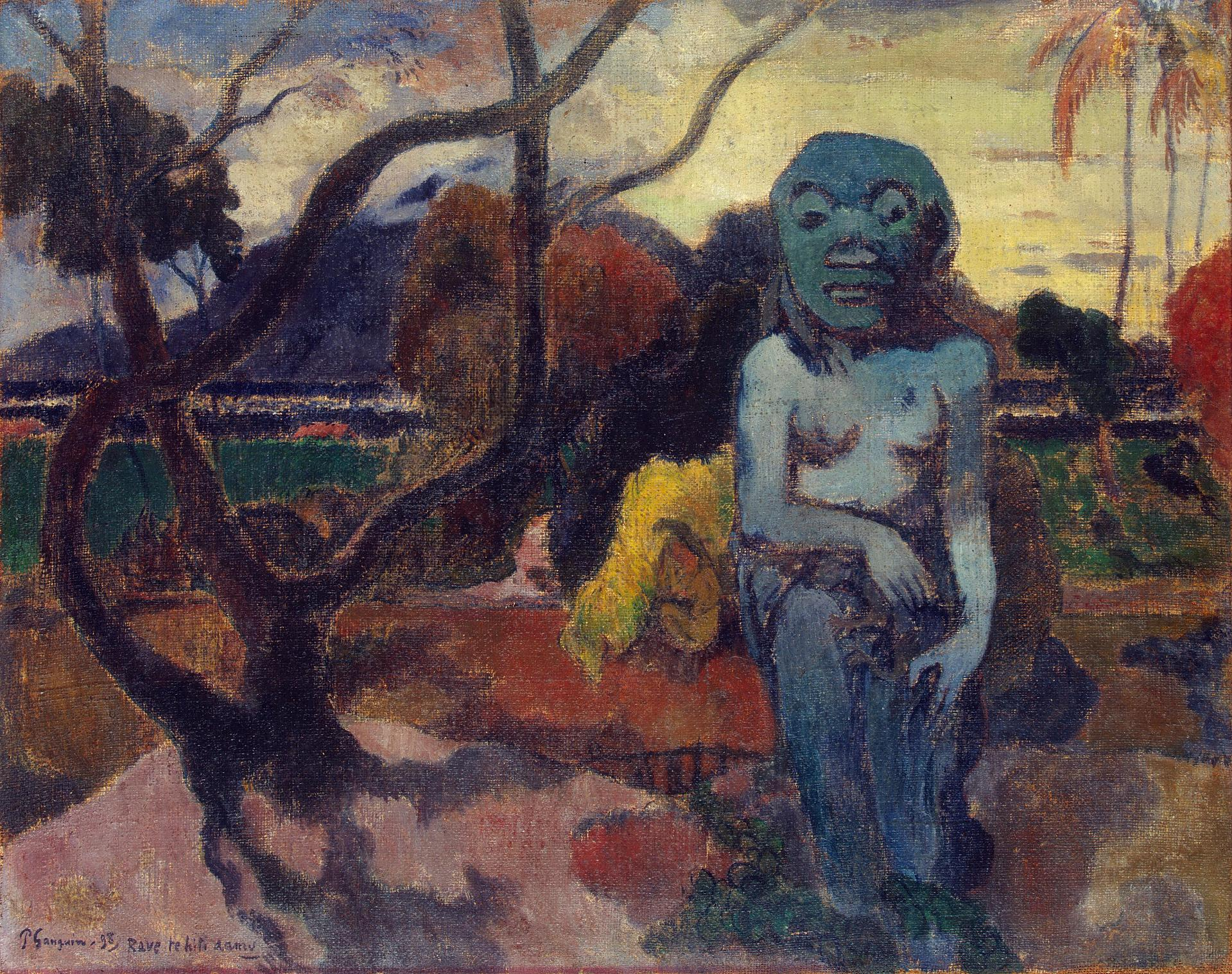
L'ídol (Rave te hiti aamu)
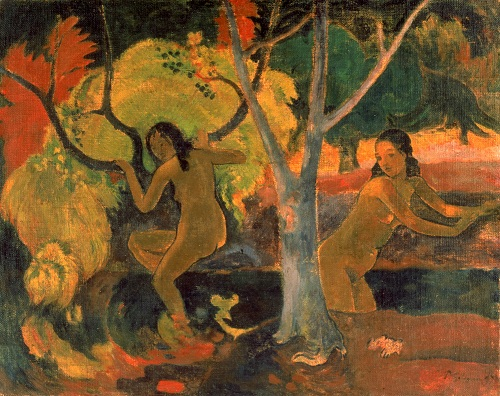
Banyistes a Tahití
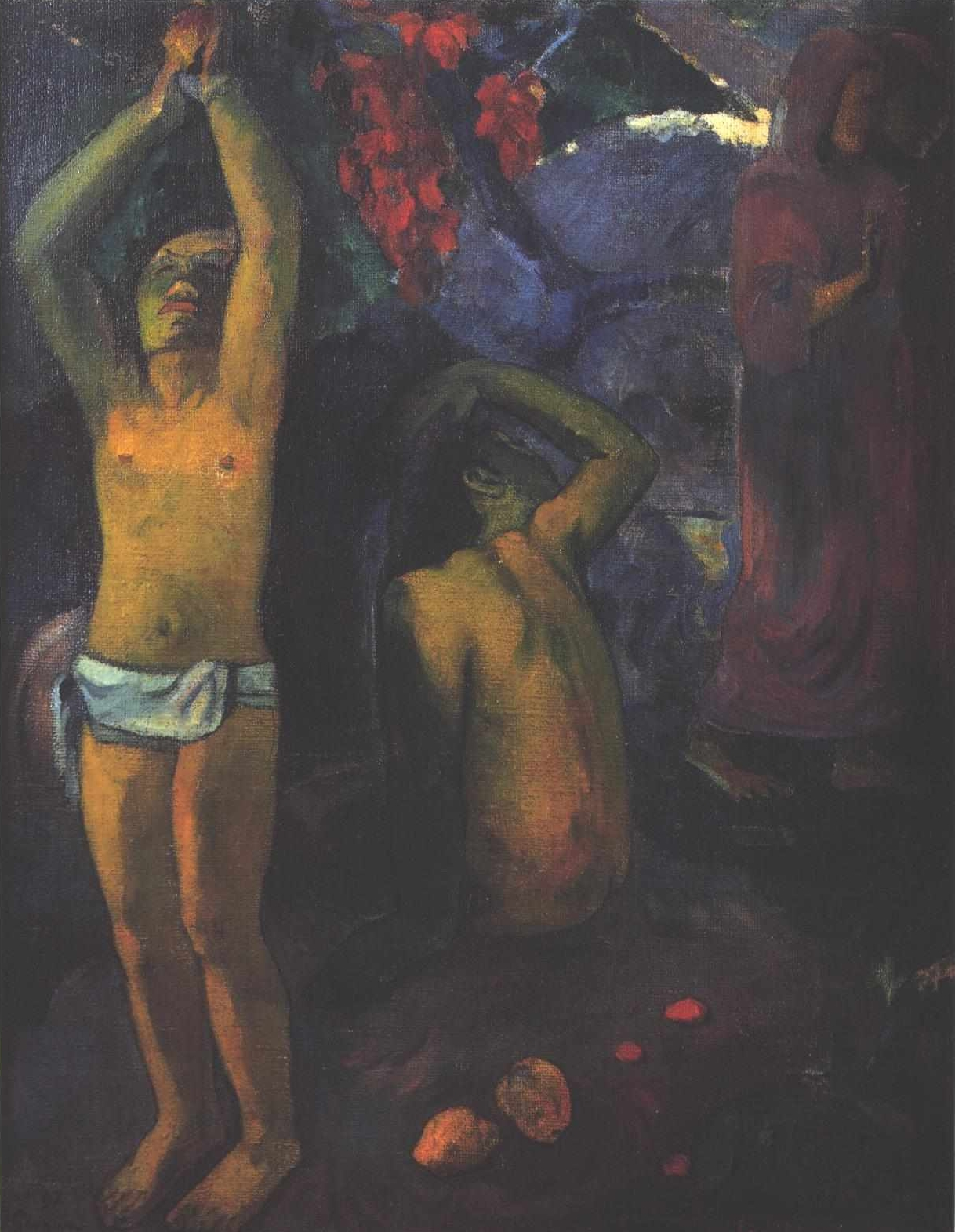
Home aixecant els braços i dona asseguda d'esquena (Personatges de "Que sommes-nous?")
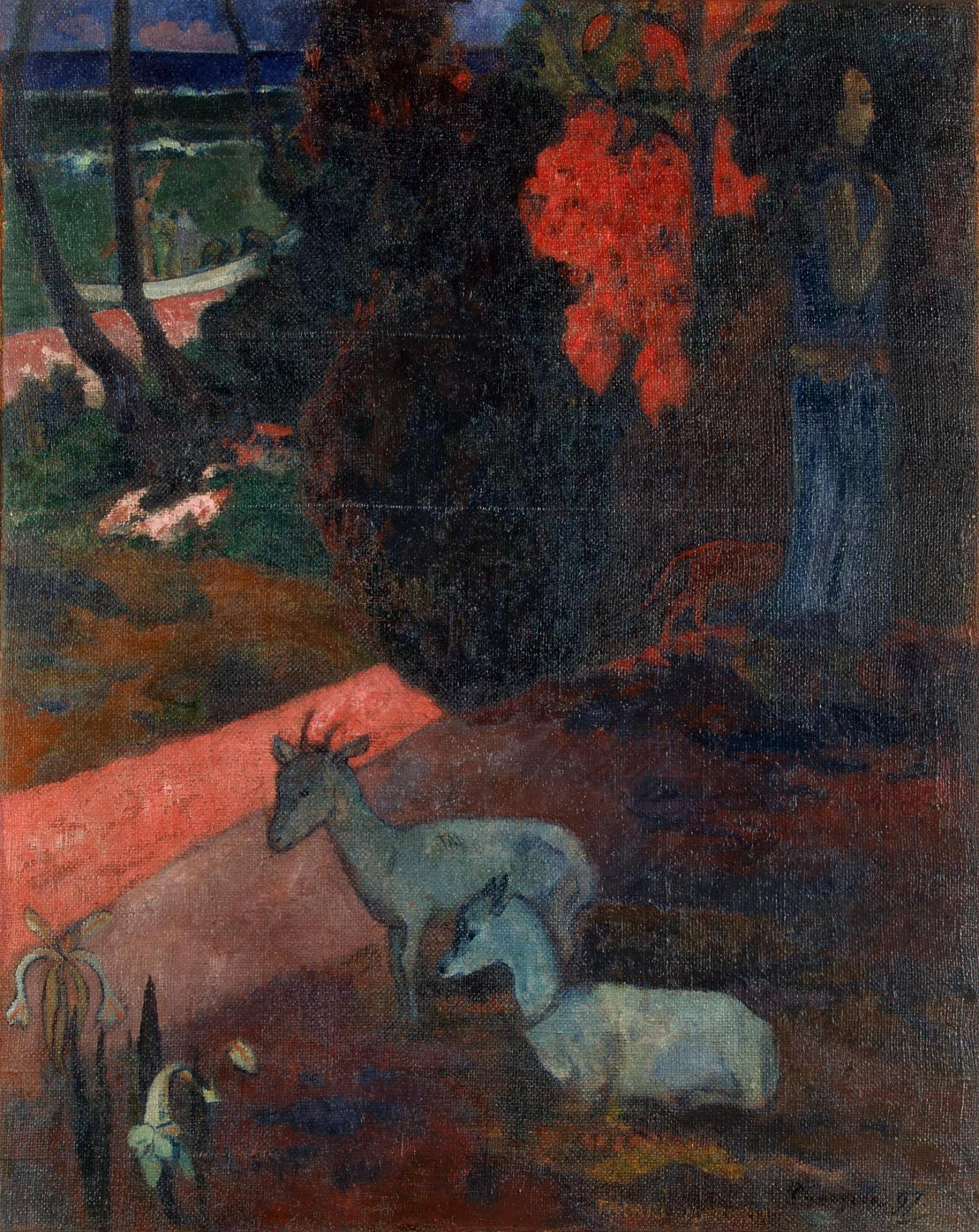
Paisatge amb dues cabres (Tarari maruru)
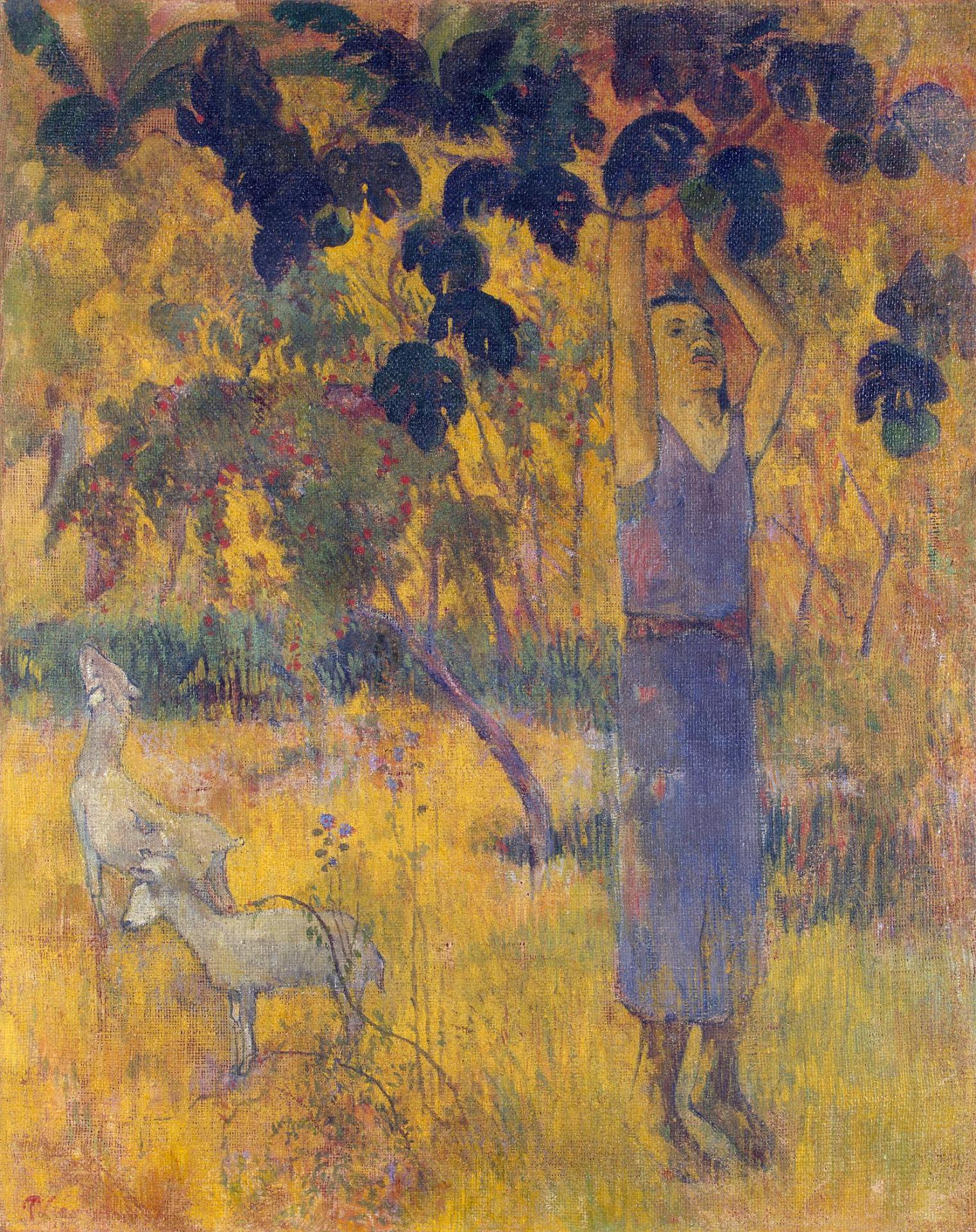
La collita
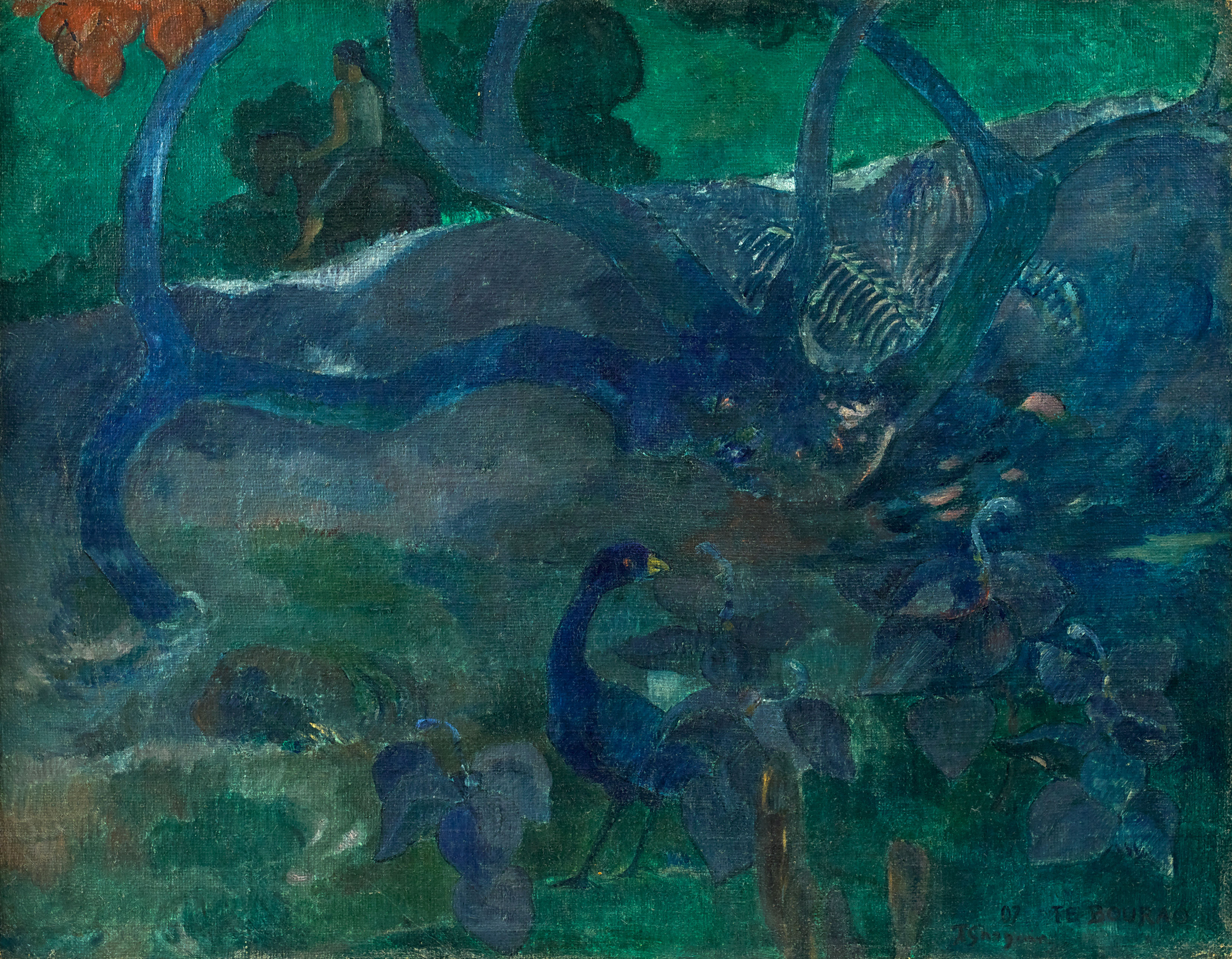
L'hibisc II (Te bourao)
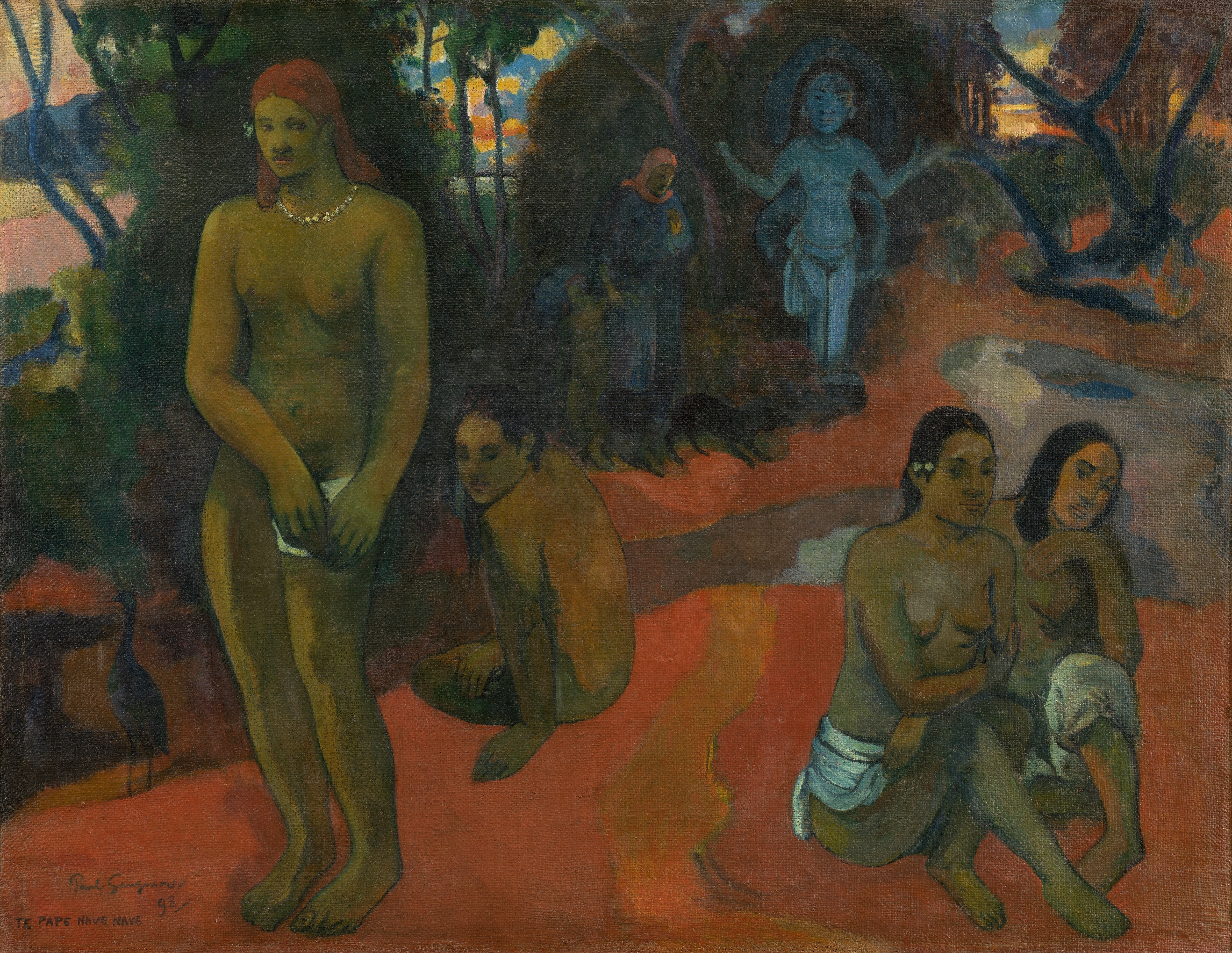
Aigua deliciosa (Te pape nave nave)

El 1903 encara va fer una altra versió a La invocació amb el paisatge de Hiva-Oa al fons.

## Historial
El conjunt va ser exposat el desembre de 1898 a la galeria d'Ambroise Vollard. En una carta de Gauguin al seu apoderat, Daniel de Monfreid, li'n dona les instruccions:
«En quant al quadre gran no en demanis gaire degut a la seva mida, si pogués caure en bones mans... Si Manzi, que va comprar Ia Orana Maria, el vol, no en dubtis - sap apreciar les peces importants.»
Vollard va acabar quedant-se tot el conjunt per 1.000 francs. Va ser venut, el 1901 a Gabriel Frizeau de Bordeus, el 1913 a la Galeria Barbazanges de París, abans del 1920 a J. B. Stang d'Oslo, el 1935 probablement al marxant Alfred Gold de Berlín i Paris, el 1936 a la Galeria Marie Harriman de Nova York, i el mateix any va ser comprat pel Museu de Belles Arts de Boston per 80.000 dòlars.
L'obra està publicada en el catàleg de Wildenstein de 1964 amb el número 561, i en el catàleg de Gabriele Sugana de 1972 amb el número 381.